# Base antarctique Wilkes
Pour les articles homonymes, voir Wilkes.
La station Wilkes est une base antarctique américaine créée le 29 janvier 1957 lors de l’année géophysique internationale (AGI).
Elle porte le nom de l'officier de marine et explorateur américain Charles Wilkes (1798-1877).